# Alex Shimizu
Alex Shimizu (* im 20. Jahrhundert) ist ein US-amerikanischer Schauspieler japanischer Abstammung. Bekannt wurde er für seine wiederkehrenden Rollen in Dexter: Original Sin als Vince Masuka und in The Blacklist als Tadashi Ito.

## Leben
Alex Shimizu ist in Manhattan, New York, geboren und aufgewachsen.
Seine Karriere begann als Tänzer des National Dance Institute, während er die Hunter College Elementary School besuchte.
Er wurde vom Gründer des College, Jacques d’Amboise, entdeckt und ausgebildet.
Beide wurden zum New Yorker Radiosender National Public Radio mit Gastmoderator Christopher Walken in der CBS Evening News eingeladen und interviewt.
Der damals 15-jährige Alex Shimizu wurde von beiden gefördert und erhielt seine ersten Off-Broadway- und Filmrollenangebote.

## Karriere
Shimizu spielte Off-Broadway und in der Verfilmung von Julie Taymor’s A Midsummer Night’s Dream. Der Film wurde 2014 auf dem Toronto International Film Festival im Rahmen des Indenpend Filmprogramm gezeigt und ausgezeichnet.
Bekannt wurde Alex Shimizu für seine wiederkehrenden Charakter (2018–2023) Tadashi Ito in der NBC-Serie The Blacklist mit James Spader.
2019 verkörperte er Toshiro Furuya in der Horror-Anthologieserie The Terror, die sich in der 2. Staffel auf die japanisch-amerikanischen Internierungslager konzentrierte.
Seit 2024 spielt er die Rolle des jungen Forensikers Vince Masuka in Showtimes Dexter: Original Sin, der mit seiner Expertise seinen neuen Praktikanten Dexter Morgan ausbildet.

## Filmografie
- 2013: Young(ish) (Kurzfilm)
- 2013: Alien Dawn (Fernsehserie, 19 Folgen)
- 2014: Person of Interest (Fernsehserie, 2 Folgen)
- 2014: A Midsummer Night's Dream
- 2015: Community (Fernsehserie, 1 Folge)
- 2015: Scorpion (Fernsehserie, 2 Folgen)
- 2016: Foursome (Fernsehserie, 2 Folgen)
- 2016–2017: Mittendrin und kein Entkommen (Fernsehserie, 2 Folgen)
- 2017: The Outcasts
- 2018–2023: The Blacklist (Fernsehserie, 7 Folgen)
- 2019: S.W.A.T. (Fernsehserie, 1 Folge)
- 2019: The Terror (Fernsehserie, 8 Folgen)
- 2024: Interior Chinatown (Fernsehserie, 1 Folge)
- 2024–2025: Dexter: Original Sin (Fernsehserie, 10 Folgen)